# サンテウザーニオ・フォルコネーゼ
サンテウザーニオ・フォルコネーゼ（イタリア語: Sant'Eusanio Forconese）は、イタリア共和国アブルッツォ州ラクイラ県にある、人口約400人の基礎自治体（コムーネ）。

## 地理

### 位置・広がり

#### 隣接コムーネ
隣接するコムーネは以下の通り。
- フォッサ
- オクレ
- ポッジョ・ピチェンツェ
- ロッカ・ディ・メッツォ
- サン・デメトリオ・ネ・ヴェスティーニ
- ヴィッラ・サンタンジェロ